# 莫查縣
1°25′S 78°40′W / 1.417°S 78.667°W
莫查縣（西班牙語：Cantón Mocha），是厄瓜多爾的縣份，位於該國中部，由通古拉瓦省負責管轄，始建於1986年5月13日，面積86平方公里，2001年人口6,371，人口密度每平方公里74.08人。